# Mle1907 생태티엔느 기관총

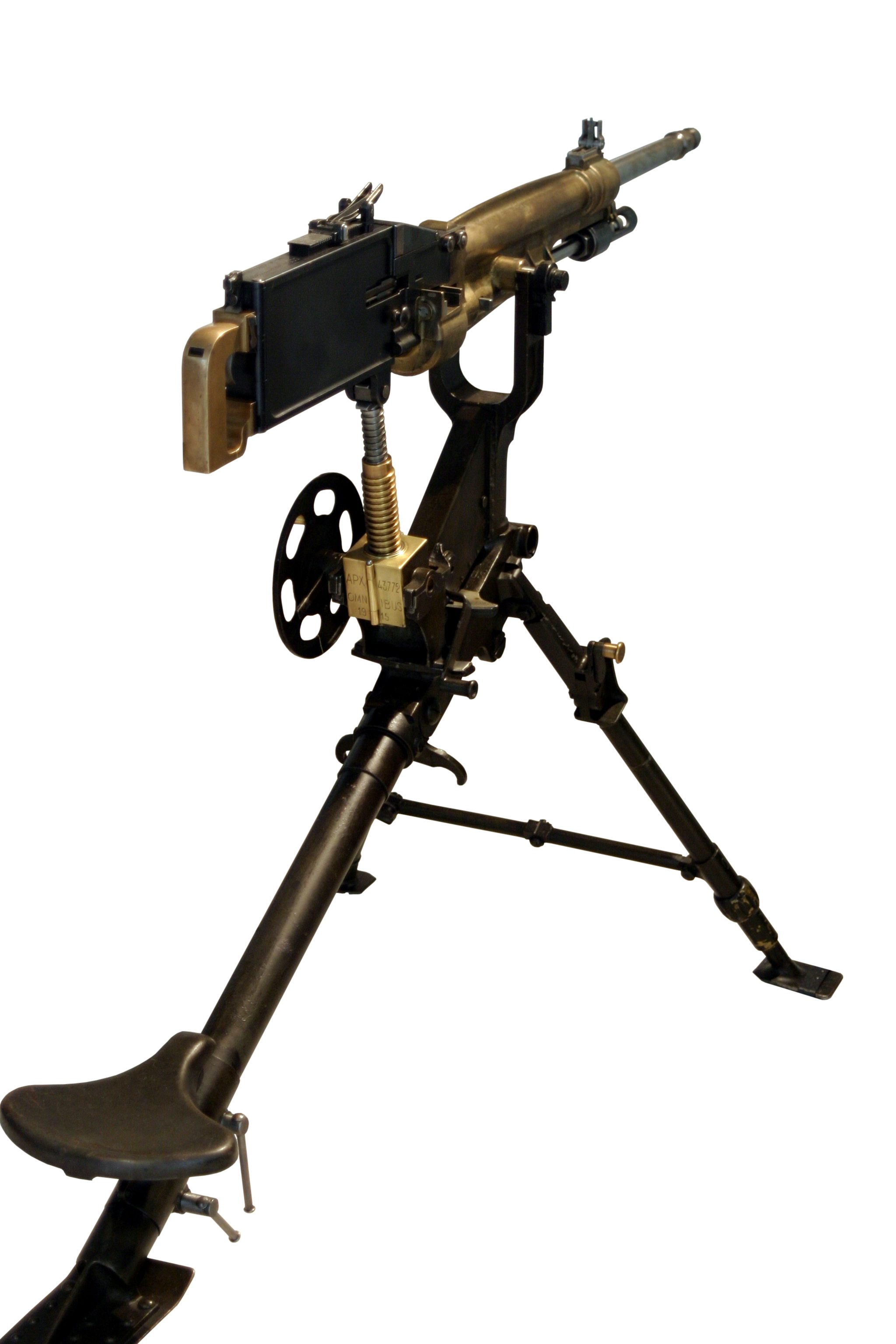

Mle1907 생태티엔느 기관총은 프랑스군 소속 기술자들이 M1897 호치키스 기관총의 문제점을 해결하겠다면서 개발한 기관총이다. 그러나, 이 기관총은 이른바 "개조를 위한 개조"가 되어 제식 채용은 되었으나 일선에서는 완전히 외면받은 기관총이었다.